# Предановци
Предановци (словен. Predanovci, мађ. Rónafő) су насељено место у општини Пуцонци, Помурска регија, Словенија.

## Историја
До територијалне реорганизације у Словенији били су у саставу старе општине Мурска Собота.

## Становништво
У попису становништва из 2011. године, Предановци су имали 183 становника.
| Број становника према пописима | Број становника према пописима | Број становника према пописима |
| ------------------------------ | ------------------------------ | ------------------------------ |
| 1991                           | 2002                           | 2011                           |
| 214                            | 189                            | 183                            |

Напомена: Године 1984. умањено за део насеља који је припојен насељу Брезовци.